# N'Golo Kanté
N'Golo Kanté (* 29. března 1991 Paříž) je francouzský profesionální fotbalista malijského původu, který hraje na pozici defensivního záložníka za saúdský klub Al Ittihad FC. Mezi lety 2016 a 2022 odehrál také 53 utkání v dresu francouzské reprezentace, ve kterém vstřelil 2 branky. V dresu reprezentace Francie se stal roku 2018 mistrem světa.
V sezóně 2015/16 získal s Leicesterem City anglický ligový titul. V následujícím roce přestoupil za 32 milionů liber do Chelsea a opět vyhrál ligu, čímž se stal prvním hráčem v poli, který vyhrál anglickou ligu v různých klubech po sobě od Erica Cantony v letech 1992 a 1993. S Chelsea vyhrál také FA Cup, Evropskou ligu, Ligu mistrů, Superpohár UEFA a Mistrovství světa klubů. Individuálně pak Kante získal dvakrát ocenění Premier League Player of the Season, dále PFA Players' Player of the Year a Hráč roku dle FWA.

## Klubová kariéra

### US Boulogne
Kanté se narodil v Paříži a svoji fotbalovou kariéru v akademii JS Suresnes a poté přestoupil do US Boulogne. Svého profesionálního debutu se dočkal 18. května 2012, v posledním kole druhé nejvyšší francouzské fotbalové soutěže, když v zápase proti AS Monaco nastoupil na posledních 11 minut.
Další sezónu působil Kanté s Boulogne ve třetí nejvyšší soutěži, vstřelil tři góly a odehrál 37 zápasů ze 38.

### SM Caen
V roce 2013 přestoupil do druholigového SM Caen. V první sezóně odehrál všech 38 ligových zápasů, vstřelil dva góly, na další dva přihrál a s Caen postoupil do Ligue 1. Svůj první gól v Caen vstřelil ve svém druhém zápase sezóny proti Stade Laval, když srovnával skóre na 1:1 (výhra 2:1, celý zápas).
Další sezónu Kanté musel ligový zápas proti Saint-Étienne vynechat kvůli trestu za žluté karty. Caen tento zápas prohrál 0:1. V sezóně 2014/15 odehrál 37 ligových zápasů, ve kterých vstřelil dva góly na pět gólů přihrál. Caen v této sezóně skončil na 13. místě.

### Leicester City
Dne 3. srpna 2015 přestoupil za 5,6 milionu liber do anglického klubu Leicester City, hrajícího Premier League. S klubem podepsal čtyřletou smlouvu. V Premier League debutoval o pět dní později, když v zápase proti Sunderlandu nahradil na posledních osm minut Jamieho Vardyho (výhra 4:2). Svůj první gól vstřelil 7. listopadu 2015 proti Watfordu, když v 52. minutě otevíral skóre zápasu (výhra 2:1, celý zápas). S Leicestrem City v této sezóně vyhrál titul Premier League a byl jedním ze čtyř hráčů Leicesteru, kteří byli zvoleni do PFA Team of the Year.

### Chelsea

#### Sezóna 2016/17
V červenci 2016 podepsal pětiletý kontrakt s londýnským klubem Chelsea FC a stal se druhou posilou trenéra Antonia Conteho v létě 2016. Přestoupil z Leicesteru City za 32 milionů liber. V dresu Blues debutoval 15. srpna na domácí půdě proti West Hamu, odehrál 90 minut a pomohl svému týmu k výhře 2:1.
Dne 26. prosince 2016 byl Kanté vyhlášen časopisem L'Équipe šestým nejlepším fotbalistou světa za rok 2016. 20. dubna byl Kanté podruhé za sebou zařazen do nejlepší jedenáctky Premier League. Později byl také vyhlášen hráčem roku podle PFA, hráčem roku dle FWA, a Premier League Player of the Season. Kanté se stal prvním hráčem od roku 1993, kdy Eric Cantona získal se dvěma kluby titul v anglické nejvyšší soutěži. Kanté byl v říjnu 2017 nominován na Ballon d'Or.

#### Sezóna 2017/18
S Chelsea v roce 2018 vyhrál také FA Cupu, když 19. května odehrál celé finálové utkání proti Manchesteru United. Stanice BBC Sport mu udělila cenu pro muže zápasu.

#### Sezóna 2018/19
Dne 23. listopadu 2018 podepsal v Chelsea novou pětiletou smlouvu a stal se nejlépe placeným hráčem Chelsea. Přestože nebyl Kanté zcela fit, nastoupil ve finále Evropské ligy 2018/19 proti Arsenalu a svým výkonem pomohl Chelsea k výhře 4:1.

#### Sezóna 2019/20
Kvůli zranění kotníku byl téměř měsíc na začátku sezóny 2019/20 mimo hru. Kanté odehrál své 150. utkání v dresu Chelsea 23. listopadu, v zápase proti Manchesteru City skóroval, nicméně Blues utkání prohráli 1:2.

#### Sezóna 2020/21
Své 200. utkání v Chelsea odehrál 23. února 2021, kdy Chelsea porazila Atlético Madrid v osmifinále Ligy mistrů. Kanté byl jedním z klíčových hráčů týmu Thomase Tuchela, se kterým v 29. května Portu zvítězil ve finále Ligy mistrů proti Manchesteru City. Kanté byl po svém výkonu ve finále mnohými řazen mezi největší kandidáty na zisk Zlatého míče 2021. Kanté byl 26. srpna 2021 vyhlášen nejlepším záložníkem sezóny podle UEFA, ale v anketě Fotbalista roku podle UEFA skončil na druhém místě za svým spoluhráčem Jorginhem. 8. října 2021 byl Kanté jedním z pěti hráčů Chelsea zařazených na finální třicetičlenný seznam kandidátů na Zlatého míče 2021, skončil na 5. místě.

#### Sezóna 2021/22
13. února 2022 pomohl Chelsea k prvnímu triumfu na mistrovství světa klubů, když ve finále zvítězili 2:1 nad Palmeiras.

#### Sezóna 2022/23
Kanté se v srpnu 2022 zranil v závěru derby proti Tottenhamu (2:2) při nevinně vyhlížejícím pohybu a odkulhal ze hřiště. Chelsea měl chybět minimálně několik týdnů. Kantého zdravotní situace se však nezlepšila, v říjnu neodcestoval s Chelsea do Itálie k utkání Ligy mistrů proti AC Milán kvůli špatné reakci na tréninkovou zátěž. Na konci října Kanté oznámil, že kvůli svému zranění přijde o mistrovství světa.
Kanté se po vleklém zranění vrátil do kolektivního tréninku až na konci února 2023. V základní sestavě Chelsea se poprvé od zranění Kanté objevil 4. dubna 2023. V květnu si však na tréninku přivodil zranění třísel, a přišel tak o zbývající část sezóny.

### Al-Ittihad
V létě 2023 se N’Golo Kanté přesunul do Saúdské Arábie jako volný hráč z Chelsea. Kanté zamířil do Al Ittihadu, kde bude pobírat plat 100 milionů eur (2,38 miliardy korun) ročně. V saúdskoarabském klubu se Francouz připojí po bok svého krajana Karima Benzemy.

## Reprezentační kariéra
V A-mužstvu Francie debutoval 25. 3. 2016 v přátelském utkání v Amsterdamu proti reprezentaci Nizozemska (výhra 3:2). Trenér Didier Deschamps jej vzal na domácí EURO 2016, kde Francouzi podlehli ve finále Portugalsku. Didier Deschamps jej vzal i na Mistrovství světa 2018, kde odehrál všech 7 zápasů a stal se mistrem světa.
Kanté vynechal Mistrovství světa v roce 2022 kvůli zranění hamstringu.

### Góly v reprezentaci
| Gól | Datum       | Soutěž (kolo)    | Zápas           | Skóre (minuta) | Výsledek |
| --- | ----------- | ---------------- | --------------- | -------------- | -------- |
| 1   | 29. 3. 2016 | Přátelské utkání | Francie – Rusko | 1:00(8.)       | 4:2      |

## Úspěchy
- Tým roku Premier League podle PFA – 2015/16,[44] 2016/17[45]
- Tým roku podle UEFA – 2018[46]
- Sestava sezóny Ligy mistrů UEFA – 2020/21[47]
- Nejlepší jedenáctka podle ESM – 2015/16,[48] 2016/17[49]

## Styl hry
Herním stylem bývá přirovnáván ke krajanovi Claude Makélélému, sám se však připodobňuje k Lassanu Diarrovi.